# MasterChef Italia (nona edizione)
La nona edizione del talent show culinario MasterChef Italia, composta da 12 puntate e 24 episodi, è andata in onda in prima serata su Sky Uno dal 19 dicembre 2019 al 5 marzo 2020. È tornata la giuria a tre con i confermati Bruno Barbieri, Antonino Cannavacciuolo e Giorgio Locatelli mentre lascia il programma dopo otto edizioni Joe Bastianich. La produzione del programma viene affidata ad Endemol Shine. 
La replica di questa edizione è andata in onda le domeniche sera dal 6 settembre al 22 novembre 2020 su TV8, e dal 7 gennaio 2021, questa volta nel primo pomeriggio riservata al programma, su Cielo.
Inoltre, per il quarto anno consecutivo, la radio partner del programma è RTL 102.5.
A risultare vincitore è l'art director Antonio Lorenzon, di Bassano del Grappa che si è aggiudicato un assegno di 100.000 € e la possibilità di pubblicare un libro di ricette. Il libro è stato pubblicato nell'ottobre 2023 dalla casa editrice Baldini+Castoldi e si intitola "Una cucina diversa. 8 menù per ricever con stile". ISBN 979-1254941119
L'intera edizione è stata resa disponibile sul canale YouTube ufficiale di MasterChef Italia.

## Concorrenti
| Nome                                     | Età | Occupazione            | Città                   | Posizione | Prove vinte | Individuali | In brigata |
| ---------------------------------------- | --- | ---------------------- | ----------------------- | --------- | ----------- | ----------- | ---------- |
| Antonio Lorenzon                         | 43  | Art director           | Bassano del Grappa (VI) | 1º        | 7           | 4           | 3          |
| Maria Teresa Ceglia                      | 31  | Consulente finanziaria | Milano                  | 2º        | 6           | 4           | 2          |
| Marisa Maffeo                            | 33  | Infermiera             | Parma                   | 2º        | 5           | 3           | 2          |
| Davide Tonetti                           | 30  | Disoccupato            | Gallarate (VA)          | 4º        | 5           | 2           | 3          |
| Nicolò Duchini                           | 29  | Social media manager   | Montepulciano (SI)      | 5º        | 6           | 2           | 4          |
| Luciano Di Marco                         | 52  | Geometra               | Palermo                 | 6º        | 5           | 2           | 3          |
| Francesca Moi                            | 29  | Barista                | Pisa                    | 7º        | 2           | 1           | 1          |
| Giulia Busato                            | 31  | Impiegata              | Noale (VE)              | 8º        | 5           | 1           | 4          |
| Vincenzo Trimarco                        | 64  | Doganalista            | Salerno                 | 9º        | 3           | 1           | 2          |
| Giada Meloni                             | 26  | Copywriter             | Cornaredo (MI)          | 10º       | 3           | 1           | 2          |
| Milenys De Las Mercedes Gordillo Sanchez | 49  | Commessa               | Camerino (MC)           | 11º       | 4           | 1           | 3          |
| Annamaria Magi                           | 54  | Casalinga              | Lecce                   | 12º       | 3           | 0           | 3          |
| Fabio Scotto di Vetta                    | 37  | Avvocato               | Napoli                  | 13º       | 2           | 1           | 1          |
| Gianna Meccariello                       | 29  | Commessa               | Benevento               | 14º       | 0           | 0           | 0          |
| Andrea De Giorgi                         | 23  | Commesso               | Lecce                   | 15º       | 1           | 0           | 1          |
| Domenico Letizia                         | 36  | Avvocato               | Marcianise (CE)         | 16º       | 0           | 0           | 0          |
| Rossella Costa                           | 48  | Imprenditrice          | Catanzaro               | 17º       | 0           | 0           | 0          |
| Nunzia Borrelli                          | 44  | Estetista              | Napoli                  | 18º       | 0           | 0           | 0          |
| Maria Assunta Cassetta                   | 53  | Insegnante di sostegno | Rapolla (PZ)            | 19º       | 0           | 0           | 0          |
| Alexandro Picchietti Fabrizi             | 40  | Gruista                | Roma                    | 20º       | 0           | 0           | 0          |

### Tabella delle eliminazioni
| .......................... | 3                      | 3                      | 4                       | 4                       | 5                                   | 5                                   | 6                   | 6                   | 7                        | 7                        | 8                      | 8                      | 9                      | 9                      | 10                           | 10                           | 11                                        | 11                                        | 12                                 | 12                                 |  |  |  |  |
| Mystery Box                | Antonio Luciano Gianna | Antonio Luciano Gianna | Luciano Marisa Rossella | Luciano Marisa Rossella | Maria Teresa Francesca Nicolò Fabio | Maria Teresa Francesca Nicolò Fabio | Giada Davide Nicolò | Giada Davide Nicolò | Marisa Annamaria Antonio | Marisa Annamaria Antonio | Luciano Antonio Marisa | Luciano Antonio Marisa | Davide Antonio Luciano | Davide Antonio Luciano | Antonio Maria Teresa Luciano | Antonio Maria Teresa Luciano | Nicolò Maria Teresa Antonio Davide Marisa | Nicolò Maria Teresa Antonio Davide Marisa | Maria Teresa Marisa Antonio Davide | Maria Teresa Marisa Antonio Davide |  |  |  |  |
| Antonio                    | SALVO                  | PRIMO                  | SALVO                   | ULTIMI 9                | SALVO                               | PRIMI 7                             | SALVO               | ULTIMI 7            | SALVO                    | ULTIMI 7                 | SALVO                  | PRIMI 4                | SALVO                  | PRIMI 4                | SALVO                        | SECONDO                      | ...SALVO...                               | ULTIMI 4                                  | PRIMO                              | VINCITORE                          |  |  |  |  |
| Maria Teresa               | SALVA                  | SECONDA                | SALVA                   | ULTIMI 9                | PRIMA                               | ULTIMI 8                            | SALVA               | ULTIMI 7            | PRIMA                    | ULTIMI 7                 | ULTIMI 5               | PRIMI 4                | SALVA                  | PRIMI 4                | SALVA                        | SECONDA                      | SALVA                                     | ULTIMI 4                                  | FINALISTA                          | SECONDA                            |  |  |  |  |
| Marisa                     | SALVA                  | PRIMA                  | SALVA                   | PRIMI 8                 | SALVA                               | ULTIMI 8                            | SALVA               | ULTIMI 7            | PRIMA                    | PRIMI 5                  | ULTIMI 5               | ULTIMI 6               | SALVA                  | ULTIMI 4               | ULTIMI 2                     | PRIMA                        | PRIMA                                     | ULTIMI 4                                  | FINALISTA                          | SECONDA                            |  |  |  |  |
| Davide                     | SALVO                  | PRIMO                  | SALVO                   | ULTIMI 9                | SALVO                               | PRIMI 7                             | SALVO               | PRIMI 6             | SALVO                    | PRIMI 5                  | SALVO                  | ULTIMI 3               | SALVO                  | ULTIMI 2               | SALVO                        | PRIMO                        | SALVO                                     | PRIMO                                     | ELIMINATO                          |                                    |  |  |  |  |
| Nicolò                     | SALVO                  | SECONDO                | ULTIMI 3                | PRIMI 8                 | SALVO                               | ULTIMI 8                            | SALVO               | PRIMI 6             | SALVO                    | PRIMI 5                  | SALVO                  | ULTIMI 6               | SALVO                  | PRIMI 4                | PRIMO                        | TERZO                        | SALVO                                     | ELIMINATO                                 |                                    |                                    |  |  |  |  |
| Luciano                    | SALVO                  | SECONDO                | SALVO                   | ULTIMI 9                | ULTIMI 3                            | PRIMI 7                             | SALVO               | ULTIMI 7            | ULTIMI 4                 | PRIMI 5                  | ULTIMI 5               | ULTIMI 6               | ULTIMI 3               | PRIMI 4                | SALVO                        | ELIMINATO                    |                                           |                                           |                                    |                                    |  |  |  |  |
| Francesca                  | PRIMA                  | IMMUNE                 | SALVA                   | ULTIMI 9                | SALVA                               | ULTIMI 8                            | SALVA               | ULTIMI 7            | ..ULTIME.2..             | ULTIMI 7                 | SALVA                  | PRIMI 4                | ULTIMI 3               | ULTIMI 4               | ELIMINATA                    |                              |                                           |                                           |                                    |                                    |  |  |  |  |
| Giulia                     | SALVA                  | SECONDA                | SALVA                   | PRIMI 8                 | SALVA                               | PRIMI 7                             | SALVA               | PRIMI 6             | ULTIME 2                 | ULTIMI 7                 | SALVA                  | PRIMI 4                | PRIMA                  | ELIMINATA              |                              |                              |                                           |                                           |                                    |                                    |  |  |  |  |
| Vincenzo                   | SALVO                  | PRIMO                  | SALVO                   | PRIMI 8                 | SALVO                               | ULTIMI 8                            | ULTIMI 3            | ULTIMI 7            | SALVO                    | PRIMI 5                  | PRIMO                  | ULTIMI 3               | ELIMINATO              |                        |                              |                              |                                           |                                           |                                    |                                    |  |  |  |  |
| Giada                      | SALVA                  | QUARTA                 | SALVA                   | PRIMI 8                 | SALVA                               | ULTIMI 8                            | ULTIMI 3            | PRIMI 6             | SALVA                    | ULTIMI 7                 | ULTIMI 5               | ELIMINATA              |                        |                        |                              |                              |                                           |                                           |                                    |                                    |  |  |  |  |
| Milenys                    | SALVA                  | PRIMA                  | SALVA                   | PRIMI 8                 | SALVA                               | PRIMI 7                             | PRIMA               | PRIMI 6             | ULTIMI 4                 | ULTIMI 7                 | ELIMINATA              |                        |                        |                        |                              |                              |                                           |                                           |                                    |                                    |  |  |  |  |
| Annamaria                  | SALVA                  | PRIMA                  | SALVA                   | PRIMI 8                 | SALVA                               | PRIMI 7                             | SALVA               | PRIMI 6             | SALVA                    | ELIMINATA                |                        |                        |                        |                        |                              |                              |                                           |                                           |                                    |                                    |  |  |  |  |
| Fabio                      | SALVO                  | TERZO                  | PRIMO                   | ULTIMI 9                | SALVO                               | PRIMI 7                             | SALVO               | ELIMINATO           |                          |                          |                        |                        |                        |                        |                              |                              |                                           |                                           |                                    |                                    |  |  |  |  |
| Gianna                     | SALVA                  | TERZA                  | SALVA                   | ULTIMI 9                | SALVA                               | ULTIMI 8                            | ELIMINATA           |                     |                          |                          |                        |                        |                        |                        |                              |                              |                                           |                                           |                                    |                                    |  |  |  |  |
| Andrea                     | SALVO                  | SECONDO                | ULTIMI 3                | PRIMI 8                 | ULTIMI 3                            | ELIMINATO                           |                     |                     |                          |                          |                        |                        |                        |                        |                              |                              |                                           |                                           |                                    |                                    |  |  |  |  |
| Domenico                   | SALVO                  | PRIMO                  | SALVO                   | ULTIMI 9                | ELIMINATO                           |                                     |                     |                     |                          |                          |                        |                        |                        |                        |                              |                              |                                           |                                           |                                    |                                    |  |  |  |  |
| Rossella                   | SALVA                  | PRIMA                  | SALVA                   | ELIMINATA               |                                     |                                     |                     |                     |                          |                          |                        |                        |                        |                        |                              |                              |                                           |                                           |                                    |                                    |  |  |  |  |
| Nunzia                     | ULTIMI 3               | TERZA                  | ELIMINATA               |                         |                                     |                                     |                     |                     |                          |                          |                        |                        |                        |                        |                              |                              |                                           |                                           |                                    |                                    |  |  |  |  |
| Maria Assunta              | ULTIMI 3               | ELIMINATA              |                         |                         |                                     |                                     |                     |                     |                          |                          |                        |                        |                        |                        |                              |                              |                                           |                                           |                                    |                                    |  |  |  |  |
| Alexandro                  | ELIMINATO              |                        |                         |                         |                                     |                                     |                     |                     |                          |                          |                        |                        |                        |                        |                              |                              |                                           |                                           |                                    |                                    |  |  |  |  |

     Il concorrente è il vincitore dell'intera edizione

     Il concorrente è il vincitore dell’invention test 

     Il concorrente è immune da eliminazione e non partecipa alla prova

     Il concorrente passa dopo la prima fase dello Skill Test

     Il concorrente passa dopo la seconda fase dello Skill Test

     Il concorrente passa dopo la terza fase dello Skill test

     Il concorrente fa parte della squadra vincente ed è salvo

     Il concorrente è il vincitore della sfida esterna ed è salvo

     Il concorrente fa parte della squadra perdente, deve affrontare il Pressure Test e si salva

     Il concorrente è il peggiore del Pressure Test o dello Skill Test, affronta il duello e si salva

     Il concorrente non partecipa alla sfida esterna e affronta direttamente il Pressure Test

     Il concorrente è tra i peggiori ma non è eliminato

     Il concorrente è eliminato

     Il concorrente accede alla sfida finale 

     Il concorrente perde la sfida finale

## Dettaglio delle puntate

### Prima puntata
Data: giovedì 19 dicembre 2019

#### Episodi 1 e 2 (selezioni)
Gli episodi si dedicano alle selezioni degli 80 aspiranti chef, che devono preparare il loro piatto in 45 minuti e presentarlo ai giudici Antonino Cannavacciuolo, Bruno Barbieri e Giorgio Locatelli. Da questa edizione ci sono alcune novità: il concorrente che riceve tre sì dai giudici conquista il grembiule bianco e l'accesso diretto alla sfida finale mentre il concorrente che riceve due sì conquista il grembiule grigio e l'accesso alla prova di abilità. È possibile passare alla prova di abilità anche con un solo sì a patto che il giudice che ha detto sì firmi di suo pugno il grembiule grigio. Questa possibilità dei giudici va sfruttata solo una volta. Grazie a questa possibilità, Chef Barbieri ha ammesso allo step successivo Andrea P., lo chef Cannavacciuolo Elisa e lo Chef Locatelli Giulia.
Come nella scorsa edizione, i parenti e gli amici che accompagnano l'aspirante chef hanno potuto assistere alla selezione e alla presentazione del piatto attraverso un box trasparente accanto al bancone.

### Seconda puntata
Data: giovedì 26 dicembre 2019

#### Episodio 3 (prove di abilità)
Dopo aver ultimato i provini, i 27 concorrenti che hanno ricevuto il grembiule grigio devono scontrarsi nelle prove di abilità per aggiudicarsi il grembiule bianco. Francesco, Michela e Daniele devono preparare una frittura avendo a disposizione vari tipi di farine e olio (nessuno vince), Tommaso, Marisa e Giulia devono preparare una pasta fresca al pomodoro (vincono Marisa e Giulia), Angela, Claudio e Marilyn devono comporre un piatto bello da vedere (nessuno vince), Santo e Vincenzo devono effettuare più tagli possibili in 10 minuti (vince Vincenzo), Francesco, Paolo e Andrea V. devono preparare il maggior numero di uova in camicia in 15 minuti (vince Andrea V.), Edoardo e Andrea P. devono preparare un petto d'anatra farcito in 20 minuti (vince Andrea P.), Anna, Samanta e Vincenzo devono preparare un piatto con del cuore di manzo in 30 minuti (vince Anna), Joanna, Alexandro e Maria Teresa devono cucinare una cotoletta alla milanese, un filetto al pepe verde e tre polpette (vincono tutti e tre), Simona ed Elisa devono preparare un piatto a base di nasello in 20 minuti (vince Simona).

#### Episodio 4 (sfida finale)
Alla fine, i concorrenti che hanno ottenuto il grembiule bianco devono preparare tre tipi di pasta fatta a mano, di cui almeno una farcita, in 60 minuti. Durante la realizzazione, i giudici decidono di ammettere chi ha lavorato bene (Andrea D., Annamaria, Marisa, Milenys, Antonio) ed eliminare chi ha commesso dei gravi errori (Joanna, Gioacchino, William, Marco): per i restanti, il verdetto viene rimandato alla fine della prova, e alla fine i giudici decidono di ammettere nella cucina di MasterChef anche Davide, Maria Assunta e Nicolò. La seconda prova prevede la preparazione di un piatto di pasta fresca con condimento in 45 minuti: i giudici decidono di far passare anche Giada, Nunzia, Luciano, Domenico, Francesca, Maria Teresa, Vincenzo, Alexandro, Gianna, Rossella, Fabio e Giulia, mentre Valerio, Anna, Andrea V., Andrea P., Vittorio e Simona vengono eliminati.

### Terza puntata
Data: giovedì 2 gennaio 2020

#### Episodio 5
Partecipanti: Alexandro, Andrea, Annamaria, Antonio, Davide, Domenico, Fabio, Francesca, Giada, Gianna, Giulia, Luciano, Maria Assunta, Maria Teresa, Marisa, Milenys, Nicolò, Nunzia, Rossella, Vincenzo.
- Mystery Box
  - Tema: la prima volta
  - Ingredienti: ogni concorrente trova un sacchetto con quello che aveva nella dispensa di casa, oltre ad alcuni bigliettini augurali dei parenti.
  - Piatti migliori: Happiness (Antonio), Risotto in giallo (Gianna), La spatola prende il sole nei tenerumi (Luciano).
  - Vincitore: Antonio.

- Invention Test
  - Tema: il mare.
  - Ospiti: Lele Usai, Giampaolo Raschi e Terry Giacomello.
  - Proposte: gambero gobbetto, torpedine, midollo di tonno. Antonio sceglie la seconda proposta e ha la possibilità di assegnare ai suoi avversari gli ingredienti da cucinare.
  - Assegnazioni del vincitore della Mystery Box: gambero gobbetto (Andrea, Davide, Giulia, Marisa, Nunzia), torpedine (Alexandro, Fabio, Giada, Luciano, Milenys, Rossella), midollo (Annamaria, Domenico, Francesca, Gianna, Maria Assunta, Maria Teresa, Nicolò, Vincenzo).
  - Piatto migliore: Un orto sul mare (Francesca).
  - Piatti peggiori: Blu mare (Nunzia), Risotto trova il mare (Maria Assunta), Dolce amaro (Alexandro).
  - Eliminato: Alexandro.

#### Episodio 6
Partecipanti: Andrea, Annamaria, Antonio, Davide, Domenico, Fabio, Giada, Gianna, Giulia, Luciano, Maria Assunta, Maria Teresa, Marisa, Milenys, Nicolò, Nunzia, Rossella, Vincenzo.
- Skill Test: da quest'anno i concorrenti, oltre alle esterne, potranno doversi cimentare con lo Skill Test, una serie di tre prove di abilità in cui i concorrenti gareggiano tutti contro tutti. Francesca, in quanto vincitrice dell'Invention Test, sale in balconata ed è quindi salva da subito.
  - Prima prova: preparare un burro alla maitre d'hotel (si salvano Antonio, Milenys, Domenico, Rossella, Vincenzo, Marisa, Annamaria e Davide).
  - Seconda prova: realizzare una chicken pie (si salvano Andrea, Giulia, Maria Teresa, Luciano e Nicolò).
  - Ospite: Iginio Massari.
  - Terza prova: realizzare una tarte tatin. La prova viene annullata dopo aver scoperto che Maria Assunta si era impropriamente impadronita della sfoglia di Giada[3] (si salvano Gianna, Fabio e Nunzia).
  - Duello: realizzare una sfogliatina di mele (si salva Giada).
  - Eliminata: Maria Assunta.

### Quarta puntata
Data: giovedì 9 gennaio 2020.

#### Episodio 7
Partecipanti: Andrea, Annamaria, Antonio, Davide, Domenico, Fabio, Francesca, Giada, Gianna, Giulia, Luciano, Maria Teresa, Marisa, Milenys, Nicolò, Nunzia, Rossella, Vincenzo.
- Mystery Box
  - Tema: il brodo.
  - Ingredienti: dieci brodi diversi (gallina, manzo, dashi, pesce, crostacei, molluschi, verdure, funghi, verdure dolci, tom kha gai).
  - Piatti migliori: Ravioli cinesi con brodo dashi (Rossella), Dal mare ai monti (Marisa), Adda cuosa (Luciano).
  - Vincitore: Luciano.

- Invention Test
  - Tema: la cucina romana e i ricordi.
  - Ospite: Marco Martini.
  - Proposte: Tortello di mortadella con brodo di pizza bianca, Tagliatelle di seppia all'amatriciana, Ravioli di pollo alla cacciatora al vapore e brodo di patate arrosto. Luciano sceglie la seconda proposta e ha la possibilità di assegnare ai suoi avversari il piatto da replicare.
  - Assegnazioni del vincitore della Mystery Box: Tortelli di mortadella con brodo di pizza bianca (Domenico, Fabio, Gianna, Milenys, Nicolò, Rossella), Tagliatelle di seppia all'amatriciana (Andrea, Annamaria, Giulia, Maria Teresa, Nunzia, Vincenzo), Ravioli di pollo alla cacciatora al vapore e brodo di patate arrosto (Antonio, Davide, Francesca, Giada, Marisa).
  - Piatto migliore: Fabio.
  - Piatti peggiori: Nicolò, Nunzia, Andrea.
  - Eliminata: Nunzia.

#### Episodio 8
Partecipanti: Andrea, Annamaria, Antonio, Davide, Domenico, Fabio, Francesca, Giada, Gianna, Giulia, Luciano, Maria Teresa, Marisa, Milenys, Nicolò, Rossella, Vincenzo.
- Prova in Esterna
  - Sede: Vercelli, Tenuta Colombara.
  - Ospiti: 40 ristoratori della zona esperti di riso.
  - Squadra blu: Fabio (caposquadra), Antonio, Davide, Domenico, Francesca, Gianna, Luciano, Maria Teresa, Rossella. Fabio ha il vantaggio di affrontare la prova 9 contro 8.
  - Squadra rossa: Nicolò (caposquadra), Andrea, Annamaria, Giada, Giulia, Marisa, Milenys, Vincenzo
  - Piatti del menù: Tortino di riso al forno con tartare di gamberoni, salsa alla menta e carciofi, Risotto alla zucca con salmerino, salsa al formaggio e fave (squadra blu), Polpetta di riso al manzo impanata al panko e riso con fonduta di castelmagno, Risotto ai funghi porcini con riduzione di vino rosso, fondo di coniglio e pinoli (squadra rossa), Pastiera napoletana di riso (entrambe le squadre).
  - Vincitori: squadra rossa.
- Pressure Test
  - Sfidanti: Antonio, Davide, Domenico, Fabio, Francesca, Gianna, Luciano, Maria Teresa, Rossella.
  - Prova: Nella Master Room ci sono 40 ingredienti. Ogni concorrente vi entra singolarmente e ne sceglie uno, che viene messo in una scatola nera a parte, in modo che nessuno veda nessuna delle scelte precedenti. Gli sfidanti dovranno poi cucinare in 30 minuti un piatto con i nove ingredienti di questa "spesa al buio" che dovranno essere tutti presenti nel piatto finale (gli ingredienti sono: mango, patata, bottarga di tonno, rafano, formaggio Stilton, asparagi bianchi, pistacchi, ciliegie e moscardini). A metà della prova, i giudici decidono di integrare un decimo ingrediente, il riccio di mare (si salvano Antonio, Davide, Domenico, Fabio, Francesca, Gianna, Luciano e Maria Teresa).
  - Eliminata: Rossella.

### Quinta puntata
Data: giovedì 16 gennaio 2020

#### Episodio 9
Partecipanti: Andrea, Annamaria, Antonio, Davide, Domenico, Fabio, Francesca, Giada, Gianna, Giulia, Luciano, Maria Teresa, Marisa, Milenys, Nicolò, Vincenzo
- Mystery Box
  - Tema: 10 mini ingredienti.
  - Ingredienti: telline, moscardini fragolino, melanzane perlina baby, lumachine di terra, zucca gialla patisson, cucamelons, patate olluco delle Ande, cosce di pernice, uova di quaglia, peperoncini sweet drops.
  - Piatti migliori: Pernice al cabaret (Fabio), Signora libertà, signorina fantasia (Nicolò), Nelle piccole cose (Francesca), Pernice al sole (Maria Teresa).
  - Vincitore: Maria Teresa.

- Invention Test
  - Tema: Il frigorifero dei giudici.
  - Proposte: Ogni giudice ha portato un frigorifero con alcuni ingredienti cari a lui ed ai suoi familiari. Locatelli ha portato un frigorifero con tofu, uova, pasta d'acciughe, olive, burro, zenzero, parmigiano reggiano e salmone affumicato; Cannavacciuolo con cime di rapa, limone, arance, gorgonzola, sogliola, pomodori, carciofi e latte d'avena; Barbieri con erba cipollina, vino bianco, brodo vegetale, cozze, fegato di vitello, burro, cipolla di Tropea e alghe dulse. Viene inoltre portato un frigorifero che ricorda i vari giudici ed ospiti che si sono susseguiti negli anni a MasterChef: ananas (Joe Bastianich), uovo (Carlo Cracco), cicoria (Antonia Klugmann), camomilla (Heinz Beck), katsuobushi (Masaharu Morimoto), clorofilla (Pietro Leemann), funghi enoki (Marco Pierre White), cacao amaro (Iginio Massari).
  - Assegnazioni del vincitore della Mystery Box: Maria Teresa assegna il frigo di Locatelli a Giada, Giulia, Nicolò e Andrea, il frigo di Cannavacciuolo a sé stessa e a Gianna, Milenys e Davide, il frigo di Barbieri a Vincenzo, Luciano, Annamaria e Domenico mentre il frigo killer lo assegna a Fabio, Antonio, Francesca e Marisa.
  - Piatto migliore: Matriosca (Maria Teresa).
  - Piatti peggiori: Ho visto Maradona, ma solo da lontano (Domenico), Salmone affumicato (Andrea), Fegato in guazzetto di alghe dulse e cozze (Luciano).
  - Eliminato: Domenico. Andrea riceve il grembiule nero e va direttamente al Pressure Test.

#### Episodio 10
Partecipanti: Annamaria, Antonio, Davide, Fabio, Francesca, Giada, Gianna, Giulia, Luciano, Maria Teresa, Marisa, Milenys, Nicolò, Vincenzo.
- Prova in Esterna
  - Sede: Vico Equense.
  - Ospiti: Gennaro Esposito.
  - Squadra blu: Maria Teresa (caposquadra), Marisa, Vincenzo, Nicolò, Gianna, Giada, Francesca.
  - Squadra rossa: Annamaria (caposquadra nominata da Maria Teresa), Luciano, Fabio, Giulia, Davide, Milenys, Antonio.
  - Piatti del menù: Fritto (squadra blu), Stufati (squadra rossa)
  - Vincitori: Squadra rossa.
- Pressure Test
  - Sfidanti: Andrea, Francesca, Giada, Gianna, Maria Teresa, Marisa, Nicolò, Vincenzo.
  - Ospite: Lino Scarallo.
  - Prova: Le tapas. Cucinare tre tapas in 30 minuti. (si salvano Francesca, Giada, Gianna, Maria Teresa, Marisa, Nicolò e Vincenzo)
  - Eliminato: Andrea.

### Sesta puntata
Data: giovedì 23 gennaio 2020

#### Episodio 11
Partecipanti: Annamaria, Antonio, Davide, Fabio, Francesca, Giada, Gianna, Giulia, Luciano, Maria Teresa, Marisa, Milenys, Nicolò, Vincenzo.
- Mystery Box
  - Tema: il cuscus.
  - Ospite: Benedetta Schifano.
  - Ingredienti: semola, alloro.
  - Piatti migliori: Trapani, Trieste, Tokyo (Davide), Uno, nessuno, centomila (Nicolò), Confini apparenti (Giada).
  - Vincitore: Giada.

- Invention Test
  - Tema: gli agrumi.
  - Ospite: Niels Rodin.
  - Proposte: limoni caviale, limequat, calamansi, mano di Budda, cedro, combava, faustrime. Come vincitrice dell'Invention Test, Giada può assegnare ogni agrume a due persone, compresa sé stessa.
  - Assegnazioni del vincitore della Mystery Box: Giada assegna il limone caviale ad Annamaria e Gianna, il limequat a Milenys e Fabio, il calamansi ad Antonio e Maria Teresa, la Mano di Budda a sé stessa e Vincenzo, il cedro a Giulia e Marisa, la combava a Luciano e Francesca ed il faustrime a Davide e Nicolò.
  - Piatto migliore: Ricordo indelebile (Milenys).
  - Piatti peggiori: Risotto ai carciofi e limone caviale (Gianna), Budda a pesca (Vincenzo), Tonno scottato e marinato (Giada).
  - Eliminata: Gianna.

#### Episodio 12
Partecipanti: Annamaria, Antonio, Davide, Fabio, Francesca, Giada, Giulia, Luciano, Maria Teresa, Marisa, Milenys, Nicolò, Vincenzo.
- Prova in Esterna
  - Sede: Merate.
  - Ospiti: Ravinder Bhogal e 60 invitati ad un matrimonio indiano.
  - Squadra blu: Antonio (caposquadra nominato da Milenys), Fabio, Francesca, Luciano, Maria Teresa, Marisa. Vincenzo, non essendo stato scelto da nessuna delle due squadre, riceve il grembiule nero e va direttamente al Pressure Test.
  - Squadra rossa: Milenys (caposquadra), Annamaria, Davide, Giada, Giulia, Nicolò.
  - Piatti del menù: Chutney al mango, Samosa di carne, Salmone tandoori, Riso basmati con frutta secca, Pollo tikka, Chapati, Barfi al cocco (squadra rossa), Aita al pomodoro, Samosa vegetariane, Melanzane al cocco, Pulao di verdure e riso basmati, Chana masala, Poori, Kulfi al mango (squadra blu)
  - Vincitori: squadra rossa.
- Pressure Test
  - Sfidanti: Antonio, Fabio, Francesca, Luciano, Maria Teresa, Marisa, Vincenzo.
  - Prova: la prova consiste in 6 duelli e al termine di ogni prova il vincitore del duello sale in balconata mentre lo sconfitto sceglie il prossimo sfidante. Le scelte riguardano anche il piatto da cucinare in ogni sfida, scelto tra sei possibilità iniziali. Il primo a scegliere il proprio sfidante è Antonio, capitano della squadra che sceglie Vincenzo, quest'ultimo viene sconfitto e sceglie Francesca perdendo ancora, Vincenzo sfida poi Marisa, la quale viene sconfitta e sceglie a sua volta Fabio, battendolo. Fabio sfida Luciano, venendo nuovamente sconfitto, ed infine si scontra nell'ultima prova contro Maria Teresa.
    - Prima prova: preparare dei saltimbocca alla romana (si salva Antonio).
    - Seconda prova: preparare una frittata di cipolle (si salva Francesca).
    - Terza prova: preparare delle polpette al sugo (si salva Vincenzo).
    - Quarta prova: preparare dei rigatoni alla norma (si salva Marisa).
    - Quinta prova: preparare uno zabaione gratinato ai frutti di bosco (si salva Luciano).
    - Sesta prova: preparare delle linguine al pesto (si salva Maria Teresa).

  - Eliminato: Fabio.

### Settima puntata
Data: giovedì 30 gennaio 2020

#### Episodio 13
Partecipanti: Annamaria, Antonio, Davide, Francesca, Giada, Giulia, Luciano, Maria Teresa, Marisa, Milenys, Nicolò, Vincenzo.
- Mystery Box
  - Tema: la condivisione. I concorrenti hanno a disposizione 5 ingredienti da condividere con il concorrente al loro fianco e cucinare usando i restanti.
  - Ingredienti: colatura di alici, nero di seppia, liquirizia in polvere, animelle, percebes, carciofi, zucca, lombo di coniglio, ricotta vaccina, cicerchie.
  - Piatti migliori: Animelle alle cicerchie fritte (Annamaria), Dalla campagna al mare (Antonio), Ricordi d'infanzia (Marisa).
  - Vincitore: Marisa.

- Invention Test
  - Tema: la collaborazione. Ogni concorrente dovrà fare la propria spesa in autonomia e cucinare in 40 minuti un piatto che racconti entrambi i concorrenti, con un compagno di squadra assegnato da Marisa.
  - Scelte della vincitrice della Mystery Box: Maria Teresa-Marisa, Annamaria-Antonio, Davide-Vincenzo, Luciano-Milenys, Francesca-Giulia, Giada-Nicolò.
  - Piatto migliore: Ricordi e dipendenze (Maria Teresa-Marisa).
  - Piatti peggiori: Incontro di due fuochi (Luciano-Milenys), Fiore di loto (Francesca-Giulia).
  - Eliminato: Francesca e Giulia non vengono eliminate, ma dovranno affrontare direttamente il Pressure Test.

#### Episodio 14
Partecipanti: Annamaria, Antonio, Davide, Giada, Luciano, Maria Teresa, Marisa, Milenys, Nicolò, Vincenzo.
- Prova in Esterna
  - Sede: Parma, Teatro Regio.
  - Ospiti: 50 membri della Filarmonica Arturo Toscanini.
  - Squadra blu: Marisa (caposquadra), Davide, Luciano, Nicolò, Vincenzo.
  - Squadra rossa: Maria Teresa (caposquadra), Annamaria, Antonio, Giada, Milenys.
  - Piatti del menù: Culatello reale su letto di giardiniera con fichi caramellati e salsa al melone, Cotechino in camicia con erbazzone e salsa di vitello (squadra blu), Tortelloni con ripieno di ricotta al ragù di prosciutto di Parma, Torta tagliolina con salsa inglese (squadra rossa).
  - Vincitori: squadra blu.
- Pressure Test
  - Sfidanti: Annamaria, Antonio, Francesca, Giada, Giulia, Maria Teresa, Milenys.
  - Prova: cucinare insieme allo chef Locatelli un petto di faraona ripieno, carote glassate con salsa al madera e crostini di pane con fegatini: ad un certo punto lo chef Locatelli fa cambiare di posto i concorrenti, che devono continuare da dove erano rimasti i loro avversari (si salvano Antonio, Francesca, Giada, Giulia, Maria Teresa e Milenys).
  - Eliminata: Annamaria.

### Ottava puntata
Data: giovedì 6 febbraio 2020

#### Episodio 15
Partecipanti: Antonio, Davide, Francesca, Giada, Giulia, Luciano, Maria Teresa, Marisa, Milenys, Nicolò, Vincenzo.
- Mystery Box
  - Tema: la pasticceria salata. I concorrenti devono realizzare dei piatti ispirati dalla creazione dell'ospite, Capricci salati.
  - Ospite: Vincenzo Santoro.
  - Ingredienti: vari ingredienti salati.
  - Piatti migliori: Come una parmigiana (Marisa), Magari fosse un pasticcino (Antonio), Una Norma poco normale (Luciano).
  - Vincitore: Luciano.
- Invention Test
  - Tema: la carne.
  - Ospite: Henrique Fogaça (giudice di MasterChef Brasile).
  - Proposte: picanha, coxao mole, coxao duro, patinho. Luciano sceglie la terza proposta e ha la possibilità di assegnare ciascun taglio ai suoi avversari. Ogni concorrente dovrà tagliare il proprio pezzo da un posteriore di manzo e accompagnare la carne con una salsa di sua invenzione.
  - Assegnazioni del vincitore della Mystery Box: picanha (Antonio, Marisa, Vincenzo), coxao mole (Davide, Francesca, Nicolò), coxao duro (Maria Teresa, Milenys), patinho (Giada, Giulia).
  - Piatto migliore: Picanha meo amor (Vincenzo).
  - Piatti peggiori: Menù brasiliano (Marisa), Cotoletta di coxao duro alla griglia (Luciano), Hamburger senza confine (Milenys), Milanaise (Maria Teresa), Spezzatino paulista (Giada).
  - Eliminata: Milenys.

#### Episodio 16
Partecipanti: Antonio, Davide, Francesca, Giada, Giulia, Luciano, Maria Teresa, Marisa, Nicolò, Vincenzo.
- Prova in Esterna
  - Sede: Milano, Emporio Armani Ristorante.
  - Ospiti: 10 critici enogastronomici.
  - Tema: gli anni '80, da rivisitare in chiave moderna mantenendo però l'identità dei piatti.
  - Squadra blu: Vincenzo (caposquadra), Davide, Luciano, Marisa (Nicolò viene scartato e mandato direttamente al Pressure Test).
  - Squadra rossa: Francesca (caposquadra), Antonio, Giulia, Maria Teresa (Giada viene scartata e mandata direttamente al Pressure Test).
  - Piatti del menù: Cocktail di scampi con salsa rosa, Farfalle, panna, prosciutto e piselli, Filetto al pepe verde (squadra blu), Carpaccio con rucola e grana, Sedanini alla boscaiola, Vitello tonnato (squadra rossa).
  - Vincitori: squadra rossa.
- Pressure Test
  - Sfidanti: Davide, Giada, Luciano, Marisa, Nicolò, Vincenzo.
  - Prova: La prova consiste in 3 duelli e al termine di ogni prova il vincitore del duello sale in balconata mentre lo sconfitto deve restare in attesa della sfida finale.Vengono proposti dei piatti e Francesca, capitano vincitrice dell'esterna, può scegliere le coppie e cosa dovranno preparare.
    - Primo duello: preparare un Pad Thai (si sfidano Marisa e Vincenzo, si salva Marisa).
    - Secondo duello: preparare un burrito messicano (si sfidano Giada e Nicolò, si salva Nicolò).
    - Terzo duello: preparare un fish and chips (si sfidano Luciano e Davide, si salva Luciano).
- Sfida Finale
  - Sfidanti: Davide, Giada, Vincenzo.
  - Prova: preparare un piatto con le parti non nobili del manzo (si salvano Davide e Vincenzo).
  - Eliminata: Giada.

### Nona puntata
Data: giovedì 13 febbraio 2020

#### Episodio 17
Partecipanti: Antonio, Davide, Francesca, Giulia, Luciano, Maria Teresa, Marisa, Nicolò, Vincenzo.
- Mystery Box
  - Ingredienti: Sotto la Mystery Box sono presenti cinque coppie di latte e farina (cocco, canapa, soia, farro e riso), i concorrenti devono scegliere una coppia tra le cinque proposte e preparare un piatto in cui siano dominanti, per poi estrarre a turno un metodo di cottura tra cottura in forno a vapore (Francesca, Antonio e Luciano), cottura sautè (Vincenzo, Marisa e Giulia) e bollitura (Davide, Maria Teresa e Nicolò).
  - Piatti migliori: Pollo al curry e cocco (Antonio), Zuppa di cocco e frutti di mare (Luciano), Amore (Davide).
  - Vincitore: Davide.

- Invention Test
  - Tema: la cucina di lago.
  - Ospite: Davide Caranchini.
  - Proposte: Trota in carpione, Salmerino, pepe sansho e testina di vitello, Pesce gatto cotto in argilla con riso in cagnone e vermut. Davide sceglie la seconda proposta e ha la possibilità di assegnare ai suoi avversari il piatto da cucinare.
  - Assegnazioni del vincitore della Mystery Box: Trota in carpione (Antonio, Giulia, Nicolò), Salmerino, pepe sansho e testina di vitello (Marisa, Vincenzo), Pesce gatto cotto in argilla con riso in cagnone e vermut (Francesca, Luciano, Maria Teresa).
  - Piatto migliore: Giulia.
  - Piatti peggiori: Luciano, Vincenzo, Francesca.
  - Eliminato: Vincenzo.

#### Episodio 18
Partecipanti: Antonio, Davide, Francesca, Giulia, Luciano, Maria Teresa, Marisa, Nicolò.
- Prova in Esterna
  - Sede: Milano (ristoranti Santa Virginia e Ai Gemelli).
  - Ospiti: clienti dei due ristoranti.
  - Squadra blu: Giulia (caposquadra), Davide, Francesca, Marisa.
  - Squadra rossa: Nicolò (caposquadra), Antonio, Luciano, Maria Teresa.
  - Piatti del menù: Menù di carne (squadra rossa), Menù di pesce (squadra blu)
  - Vincitori: squadra rossa.
- Pressure Test
  - Sfidanti: Davide, Francesca, Giulia, Marisa.
  - Ospiti: Alfonso ed Ernesto Iaccarino.
  - Prima prova: replicare il piatto Vesuvio di maccheroni degli chef ospiti. Vengono formate le coppie Francesca-Marisa e Davide-Giulia. Francesca e Davide assistono alla presentazione del piatto degli Chef, gli vengono spiegate fasi e metodi di preparazione. Gli altri due sfidanti possono solo osservare Davide e Francesca iniziare le preparazioni senza poter fare domande. Passati 25 minuti dall'inizio della preparazione vengono concessi 90 secondi alle coppie per confrontarsi e spiegare il seguito della ricetta (si salvano Francesca e Marisa).
  - Seconda prova: replicare il piatto Spaghetti alla mediterranea con sgombro in carpione potendo solo assaggiare il piatto e avendo la spesa già fatta ma con cinque ingredienti intrusi (si salva Davide).
  - Eliminata: Giulia.

### Decima puntata
Data: giovedì 20 febbraio 2020

#### Episodio 19
Partecipanti: Antonio, Davide, Francesca, Luciano, Maria Teresa, Marisa, Nicolò.
- Mystery Box
  - Tema: sotto la cloche gli aspiranti chef trovano un quaderno, una penna e dei colori con cui ideare, scrivere e disegnare una ricetta di loro invenzione, per poi cedere quaderno e ingredienti al compagno alla loro destra.
  - Piatti migliori: La mia infanzia (Antonio, ricetta di Luciano), Ravioli di cernia e zenzero (Maria Teresa, ricetta di Marisa), Polpette di cefalo e pistacchi (Luciano, ricetta di Nicolò).
  - Vincitore: Antonio.

- Invention Test
  - Tema: la cucina fusion.
  - Ospite: Jeremy Chan.
  - Proposte: Platano, sale di lampone ed emulsione di Scotch Bonnet, Riso jollof affumicato con zabaione di granchio, Astice moin moin. Antonio sceglie la terza proposta e ha la possibilità di ascoltare tutte le dritte dello chef sul piatto: dopodiché gli aspiranti chef avranno 5 scatole con gli ingredienti del piatto e i passaggi della preparazione, e al segnale dei giudici dovranno passare alla scatola successiva.
  - Piatto migliore: Nicolò.
  - Piatti peggiori: Francesca, Marisa.
  - Eliminata: Francesca.

#### Episodio 20
Partecipanti: Antonio, Davide, Luciano, Maria Teresa, Marisa, Nicolò.
- Skill Test
  - Tema: le tecniche di cottura (gratinatura, affumicatura, cottura in umido, rispettivamente caratteristiche degli chef Locatelli, Cannavacciuolo e Barbieri). Nicolò ha il vantaggio di decidere l'ordine delle prove.
  - Prima prova: gratinare sogliola, pomodoro, finocchio, pesca e capesante abbinandoli ad altri ingredienti (si salvano Davide e Marisa).
  - Seconda prova: preparare un pollo in umido (si salvano Antonio e Maria Teresa).
  - Terza prova: realizzare un piatto usando un affumicatore (si salva Nicolò).
  - Eliminato: Luciano.

### Undicesima puntata
Data: giovedì 27 febbraio 2020

#### Episodio 21
Partecipanti: Antonio, Davide, Maria Teresa, Marisa, Nicolò.
- Mystery Box
  - Tema: ideare la rivisitazione di un piatto presentato a ciascun concorrente da una persona cara, che li assisterà durante la prova.
  - Piatti realizzati: Risotto taleggio e pancetta, quello nuovo (Davide), Ricordi di casa (Marisa), Paella (Antonio), Cuore morbido (Maria Teresa), Anche un falco ha bisogno del nido (Nicolò).
  - Vincitore: Nicolò.

- Invention Test
  - Tema: i piatti dei giudici di MasterChef. Nicolò ha il vantaggio di assegnare le proposte ai concorrenti, che dovranno preparare i piatti e cucinarli contemporaneamente ai loro creatori.
  - Proposte: Germano reale con astice in salsa peperata (Barbieri), Linguine e calamari (Cannavacciuolo). Nicolò assegna il germano reale a se stesso, a Davide e Maria Teresa, e le linguine ad Antonio e Marisa.
  - Piatto migliore: Marisa.
  - Piatti peggiori: Nessun piatto peggiore
  - Eliminato: i giudici non eliminano nessuno dei concorrenti, in quanto tutti hanno lavorato in modo eccellente.

#### Episodio 22
Partecipanti: Antonio, Davide, Maria Teresa, Marisa, Nicolò.
- Prova in Esterna
  - Sede: Parigi, Ristorante Pavillon Ledoyen.
  - Ospiti: Yannick Alléno. Marisa ha il vantaggio di assegnare a se stessa e ai suoi avversari i piatti da preparare.
  - Piatti del menù: Biancomangiare di mandorle, carpaccio di prosciutto di anguria e fiori di zucchine su crema di pistacchio al sale (Davide), Zuppa improbabile (Nicolò), Triglia steccata con lardo di Colonnata (Marisa), Rémise a plat du pigeon (Maria Teresa), Marshmallow di estratto di champignon (Antonio).
  - Vincitore: Davide.
- Pressure Test
  - Sfidanti: Antonio, Maria Teresa, Marisa, Nicolò.
  - Prova: ideare un piatto usando un solo ingrediente pescato a sorte cucinandolo in quattro consistenze diverse. Marisa dovrà usare un pomodoro, Maria Teresa una mozzarella, Nicolò un uovo, Antonio un mango (si salvano Antonio, Maria Teresa e Marisa).
  - Eliminato: Nicolò.

### Dodicesima puntata
Data: giovedì 5 marzo 2020

#### Episodio 23 (Semifinale)
Partecipanti: Antonio, Davide, Maria Teresa, Marisa. 
- Mystery Box
  - Tema: realizzare un piatto con 6 ingredienti che hanno segnato il percorso dei concorrenti.
  - Piatti realizzati: Mari, laghi e salsiccia (Davide), Le animelle improbabili (Marisa), Il mio primo pesce: la torpedine (Antonio), La mia evoluzione (Maria Teresa).
  - Vincitrice: Maria Teresa.
- Invention Test
  - Tema: l'alta cucina. Maria Teresa ha il vantaggio di scegliere per sé e i suoi avversari i piatti da preparare, e i suoi avversari avranno solo tre indicazioni di base per la preparazione.
  - Ospite: Paolo Casagrande.
  - Proposte: Tartare di calamaro con tuorlo liquido, consommé di cipolla e kefir (Maria Teresa), Ravioli di wagyu (Marisa), Parago arrosto con pilpil di vongole (Antonio), Sfere di cardamomo, mela verde e yogurt (Davide).
  - Vincitore: Antonio.
  - Eliminato: Davide.

#### Episodio 24 (Finale)
Partecipanti: Antonio, Maria Teresa, Marisa. 
- Ristorante di MasterChef
  - Menù degustazione Vita, vecchi ricordi di Antonio: Il baccalà e i suoi amici, Dal Grappa al Brenta, L'alba di settembre, Un dolce bosco.
  - Menù degustazione Contaminazioni di Puglia di Maria Teresa: Tavoliere e Sicilia, Il Salento verso il Giappone, Gargano e Maldive, Murgia, New York e sentori di Zanzibar.
  - Menù degustazione L'itinerario delle mie emozioni di Marisa: Santorini, Collina e montagna, Astice di campagna, Formaggio e pere.
- Vincitore della nona edizione di MasterChef Italia: Antonio Lorenzon.

## Ascolti
| Puntata    | Episodio | Sky Uno          | Sky Uno        | Sky Uno | Fonte  |
| Puntata    | Episodio | Messa in onda    | Telespettatori | Share   | Fonte  |
| ---------- | -------- | ---------------- | -------------- | ------- | ------ |
| 1- Provini | 1        | 19 dicembre 2019 | 743 000        | 3,10%   | [ 4 ]  |
| 1- Provini | 2        | 19 dicembre 2019 | 707 000        | 3,80%   | [ 4 ]  |
| 2          | 3        | 26 dicembre 2019 | 576 888        | 2,52%   | [ 5 ]  |
| 2          | 4        | 26 dicembre 2019 | 573 777        | 3,08%   | [ 5 ]  |
| 3          | 5        | 2 gennaio 2020   | 837 000        | 3,30%   | [ 6 ]  |
| 3          | 6        | 2 gennaio 2020   | 803 000        | 3,80%   | [ 6 ]  |
| 4          | 7        | 9 gennaio 2020   | 859 000        | 3,20%   | [ 7 ]  |
| 4          | 8        | 9 gennaio 2020   | 802 000        | 3,70%   | [ 7 ]  |
| 5          | 9        | 16 gennaio 2020  | 872 000        | 3,40%   | [ 8 ]  |
| 5          | 10       | 16 gennaio 2020  | 773 000        | 3,70%   | [ 8 ]  |
| 6          | 11       | 23 gennaio 2020  | 936 000        | 3,60%   | [ 9 ]  |
| 6          | 12       | 23 gennaio 2020  | 833 000        | 4,00%   | [ 9 ]  |
| 7          | 13       | 30 gennaio 2020  | 807 000        | 3,01%   | [ 10 ] |
| 7          | 14       | 30 gennaio 2020  | 776 000        | 3,06%   | [ 10 ] |
| 8          | 15       | 6 febbraio 2020  | 616 000        | 2,17%   | [ 11 ] |
| 8          | 16       | 6 febbraio 2020  | 557 000        | 2,39%   | [ 11 ] |
| 9          | 17       | 13 febbraio 2020 | 700 000        | 2,60%   | [ 12 ] |
| 9          | 18       | 13 febbraio 2020 | 635 000        | 3,20%   | [ 12 ] |
| 10         | 19       | 20 febbraio 2020 | 747 000        | 2,90%   | [ 13 ] |
| 10         | 20       | 20 febbraio 2020 | 707 000        | 3,60%   | [ 13 ] |
| Semifinale | 21       | 27 febbraio 2020 | 879 000        | 3,20%   | [ 14 ] |
| Semifinale | 22       | 27 febbraio 2020 | 810 000        | 3,70%   | [ 14 ] |
| Finale     | 23       | 5 marzo 2020     | 1 169 000      | 4,20%   | [ 15 ] |
| Finale     | 24       | 5 marzo 2020     | 1 107 000      | 5,10%   | [ 15 ] |
| Media      | Media    | Media            | 785 000        | 3,35%   |        |